# Lea Bondi
Lea Bondi, später Lea Jaray oder Lea Bondi-Jaray (12. Dezember 1880 in Mainz – 1969 in London) war eine österreichische Galeristin und Kunstsammlerin, die nach dem „Anschluss Österreichs“ an das nationalsozialistische Deutsche Reich zur Emigration nach Großbritannien gezwungen war. Die Galerie Würthle, die sie führte, wurde „arisiert“. Auch im Exil in London war sie als Galeristin tätig. 1948 nahm sie die britische Staatsbürgerschaft an.
Bekanntheit erlangte sie postum als Eigentümerin des Gemäldes Wally von Egon Schiele, welches ihr im Zuge der „Arisierung“ abgepresst und nie zurückgegeben wurde.

## Biografie

### Familie
Lea Bondi wurde in eine deutsch-jüdische Kaufmannsfamilie in Mainz geboren, die Mitte der 1880er Jahre nach Wien übersiedelte. Die Eltern waren Marcus Bondi (1831–1926) und Bertha geb. Hirsch (1842–1912). Sie hatte 16 Geschwister, acht Brüder, acht Schwestern.
Sie heiratete 1936 den aus Temešvár stammenden Bildhauer Alexander Sándor Járay (1870–1943), ihren langjährigen Gefährten, nachdem dessen erste Frau gestorben war. Nach ihrer Verehelichung trug sie den Namen Lea Jaray. In Publikationen nach ihrem Tod wird sie als Lea Bondi-Jaray bezeichnet.

### Galeristin in Wien
Am 6. Juni 1919 wurde Lea Bondi als Prokuristin der Firma Würthle & Sohn Nachfolger, bekannt als Kunsthandlung Würthle bzw. später als Galerie Würthle, ins Wiener Handelsregister eingetragen. Im Folgejahr wurde der Betriebsgegenstand erweitert und der Firmenname erhielt den Zusatz Verlag Neuer Graphik. Am 22. Juni 1920 erhielt die Einzelprokura auch Otto Nirenstein (1894–1978), später bekannt geworden als Otto Kallir. Ziel der Unternehmenserweiterung war die Herausgabe zeitgenössischer und moderner Originalgraphik aus Österreich. Es wurden unter anderem Werke von Faistauer, Itten, Jungnickel, Kubin und posthum von Schiele publiziert. Nirensteins Prokura wurde am 26. Mai 1922 gelöscht. Bondi wurde offene Gesellschafterin des Unternehmens. 1926 schieden die Inhaber Leopoldine und Ulf Seidl (1881–1960) aus, per 13. August 1926 wurde Bondi Alleininhaberin der Kunsthandlung. Laut Datenbank Jüdische Sammler und Kunsthändler soll der Fabrikant und Sammler Otto Brill (1881–1954) Teilhaber gewesen sein.
Lea Bondi handelte nicht nur mit Kunstwerken, sie sammelte auch privat. Beispielsweise erwarb sie Mitte der 1920er Jahre das Gemälde Walburga Neuzil, genannt Wally, von Egon Schiele. Sie wurde selbst mehrfach porträtiert, unter anderem 1927 von Christian Schad in Öl auf Holz.

### Arisierung, Raub, Emigration

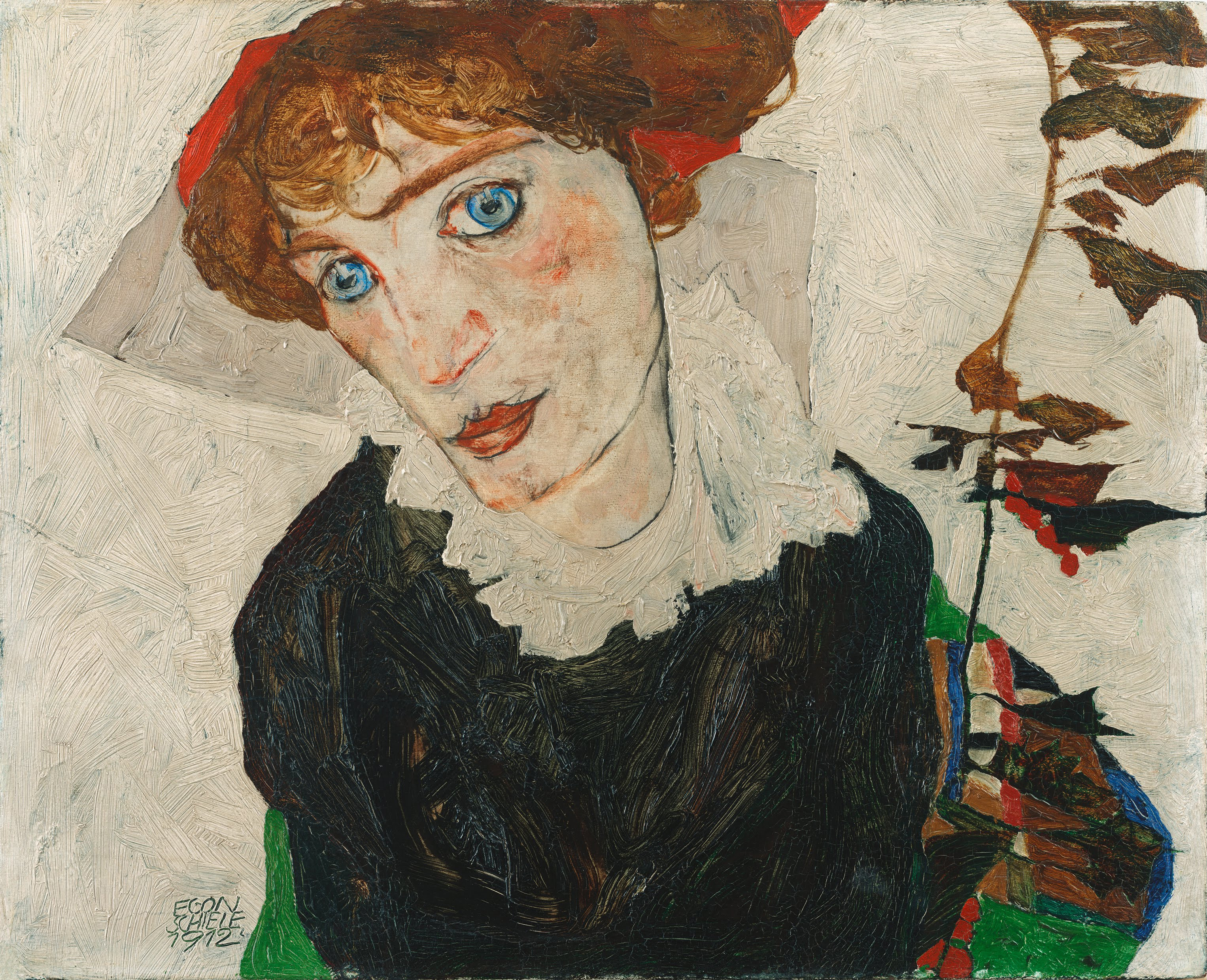
Bildnis Walburga Neuzil, genannt Wally, von Egon Schiele, 1912

Über die Arisierung der Galerie Würthle durch den Salzburger Kunsthändler Friedrich Welz gibt es keine Originalquellen, denn – wie anlässlich Betrugsvorwürfen gegen Welz im Jahr 1943 zu Tage trat – sei laut Welz „kein schriftlicher Vertrag geschlossen worden [...] – an seiner Stelle lediglich ein Gedächtnisprotokoll, das Welz zur Verfügung des Finanzamtes halte.“. Es ist auch nicht geklärt, wie viel des vereinbarten Kaufpreises von 13.500 RM tatsächlich bezahlt wurde. Das Verfahren lief weitgehend informell ab, als Vereinbarung zwischen Bondi-Jaray und Welz, weitgehend unter Umgehung der Behörden. Fakt ist, dass Lea Bondi-Jaray auch nach der NS-Herrschaft stets zwei Dinge betont hat, dass Welz skrupellos bestrebt war, den ohnehin schon niedrigen Verkaufspreis weiter zu drücken und dass er ihr das Gemälde Wally abgepresst hat, ohne je eine finanzielle Vergütung dafür zu zahlen. Im Anschluss an die Arisierung der Galerie Würthle besuchte Friedrich Welz die Galeristin schließlich in ihrer ehelichen Wohnung im dritten Wiener Gemeindebezirk. Im Haus Weißgerberlände 38, direkt am Donaukanal, hing Schieles Wally. Es war der Tag vor der geplante Abreise nach London, der 17. März 1939. Welz erkannte sofort den Wert des Gemäldes und forderte es ein, ebenso einen Möbelstück. Lea Bondi-Jaray stellte klar, dass es sich seit vielen Jahren um ihren Privatbesitz handelte und das Bild weder der Galerie Würthle gehöre noch zum Verkauf stünde. Welz insistierte so lange, bis der Ehemann der Galeristin auf sie einwirkte, doch die geplante Flucht nicht zu riskieren.

### Schicksal der Familienmitglieder
Vier Schwestern und ein Bruder wurden in der Shoah ermordet, Rosa Gradenwitz und Helene Hausdorff im KZ Auschwitz-Birkenau, die unverheirateten Zwillingsschwestern Hilda und Hinda Bondi im  Ghetto Izbica und Siegmund Bondi in den letzten Tagen des NS-Regimes 1945 im KZ Bergen-Belsen. Drei Brüder konnten rechtzeitig flüchten, Joseph nach New York, Hugo Naftali nach Palästina und Samuel Bondi, ein Internist, an einen unbekannten Ort.

### Galeristin in London
1939 flüchtete sie mit ihrem Ehemann nach London. Sie konnte nur mitnehmen, was sie tragen konnte, darunter eine Reihe von Zeichnungen, sicherlich auch einige Blätter von Egon Schiele. Sie wohnte in Hampstead und handelte mit Arbeiten emigrierter Österreicher. Am 5. Juli 1943 starb ihr Ehemann in London. Im selben Jahr übernahm sie gemeinsam mit Otto Brill, dem ebenfalls die Flucht nach London gelungen war, die St. George’s Gallery in der Grosvenor Street 81 in Mayfair. Vorbesitzer war Arthur Rowland Howell (1881–1956), der dort Werke zeitgenössischer englische Künstler, wie Frances Hodgkins oder David Jones, verkauft hatte. Neben Graphiken gab es dort neue und gebrauchte Bücher zu kaufen, zu allen Bereichen der Kunst, des Theaters, der Musik. Die Galerie wurde rasch eine Anlaufstelle für deutschsprachige Emigranten und gab einigen von ihnen Arbeit, beispielsweise Erica Brausen und Harry Fischer, die später beide namhafte Galerien in London gründeten. Lea Jaray präsentierte zeitgenössische Künstler verschiedener Stilrichtungen, darunter Massimo Campigli, Lucian Freud, Alberto Giacometti, Oskar Kokoschka, André Masson, Ceri Richards und andere. Sie zeigte als eine der ersten in London expressionistische Werke, ein Bereich, in dem sie hohe Sachkenntnis hatte. 1947 wurde die Galerie vom British Council gefördert, für Ausstellungen britischer und französischer Künstler der neuen Generation. Im April 1948 wurde Lea Jaray britische Staatsbürgerin. 1950 zeigte sie in ihrer Galerie Contemporary Austrian Painters, in Kooperation mit der Albertina und dem für Kultur zuständigen Bundesministerium für Unterricht. Danach wurde die Galerie wegen mangelnder Rentabilität geschlossen. Agatha Sadler, die jüngere Tochter Otto Brills, die das Buchsortiment betreut hatte, sicherte sich den Namen und konnte nach langer Aufbauarbeit an verschiedenen Adressen ein später berühmtes Buchantiquariat aufbauen, St. George’s Gallery Books Ltd.
Der britische Kunstkritiker William Feaver schrieb über Lea Jaray: „In ihrer Londoner Galerie präsentierte sie internationale Künstler, „Known and Unknown“, wie der Titel einer Gemeinschaftsausstellung lautete, in welcher Lucian Freud vertreten war. Der Künstler zollte ihr hohes Lob: „She really loved art.““

### Restitution
Ab 1945 leitete die langjährige Mitarbeiterin Luise Kremlacek die Galerie kommissarisch. Nach einem Beschluss der österreichischen Rückstellungskommission vom 17. März 1948 musste Friedrich Welz die „Galerie Würthle“ an Lea Bondi-Jaray zurückgeben. Welz machte daraufhin Aufwendungen für die Galerie geltend. So kam es zu einer zweiten Verhandlung, die zugunsten des „Ariseurs“ entscheiden wurde. Um ihr Unternehmen zurückzubekommen, musste ihm Bondi-Jaray 9.000 Schilling bezahlen. Die Sammlung der Galerie, darunter 47 Kunstwerke von Anton Kolig, sowie das Schiele-Gemälde „Wally“ aus dem Jahr 1912, dessen rechtmäßige Eigentümerin Lea Bondi-Jaray war, galten als verschollen.
Auf ihre Nachfrage berichtete Welz, dass das Gemälde von Schiele gemeinsam mit anderen Kunstwerken konfisziert worden sei und sich in den Sammlungen des Belvederes befinde. Da Bondi-Jaray zurück nach London musste, konnte sie sich nicht weiter um die Angelegenheit kümmern. 1953 wurde sie in London von dem Arzt und Sammler Rudolf Leopold besucht, mit dem sie auch über das Bild der „Wally“ sprach. Sie ersuchte ihn, sich um die Rückgabe zu bemühen. Das nächste, was sie vom Bild hörte, war, dass es sich im Besitz von Leopold befände. 1957 ersuchte sie den Sammler, über einen Anwalt, ihr das Gemälde zurückzugeben. Leopold antwortete, sie habe keine Eigentumsrechte an dem Bild mehr, da sie es verabsäumt habe, es vom Belvedere zurückzufordern. Das Bild gehöre nun ihm. Die Antwort des Anwalts lautete, dass Bondi-Jaray ihre Ansprüche auf das Bild niemals aufgegeben habe und dass die Wally nur durch eine Verwechslung in den Besitz der Rieger-Erben gelangt sei und von dort in das Belvedere. Der Anwalt empfahl eine Klage, doch Lea Bondi-Jaray lehnt dies ab, denn sie hatte kein Vertrauen in die österreichische Justiz. Sie schrieb dem Anwalt: “if the lawsuit is lost, I have lost my picture forever.” [Wenn das Gerichtsverfahren verloren geht, habe ich mein Gemälde für immer verloren.]
Im August 1966 bat sie Otto Kallir, Schiele-Experte und Galerist in Manhattan, auch er ein Emigrant aus Wien, um Hilfe. In einem auf Deutsch geschriebenen Brief an ihn beschrieb sie, wie ihr das Bild von Welz abgepresst worden war. Lea Bondi-Jaray bemühte sich bis zu ihrem Tod um die Restitution des Gemäldes. Sie starb, ohne es oder eine Entschädigung dafür erhalten zu haben.
Das Gemälde wurde 29 Jahre nach ihrem Tod im Museum of Modern Art in New York, wo es als Leihgabe gezeigt wurde, beschlagnahmt und war danach mehr als zehn Jahre lang in Staatsgewahrsam als Subjekt von Rechtsstreitigkeiten zwischen Bondi-Jarays Erben und dem Sammler Rudolf Leopold. Nach dem Tod des Sammlers zahlte das Leopold Museum 19 Millionen US-Dollar und das Gemälde kehrte nach Wien zurück.